# Century Gothic
Century Gothic é uma família de fontes sem-serifa criada pela Monotype Studios. Pode ser classificada como sem-serifa geométrica, já que apresenta círculos e rectas perfeitos, visíveis por exemplo na letra "G", composta por um arco circular e uma linha.
A Century Gothic foi desenhada a partir da Twentieth Century desenhada por Sol Hess nos  meados do século XX.
A Futura é outra fonte popular semelhante à Century Gothic e Twentieth Century.

## Presença
- Century Gothic versão 2.35 - Mac OS X 10.4

### Uso
- Wii - consola da Nintendo
- Nintendo DS Lite - consola da Nintendo
- "In Keeping Secrets of Silent Earth: 3" - um álbum da banda "Coheed And Cambria"
- Logotipo da banda de rock escocesa Franz Ferdinand (banda)
- Capa do álbum "The Power of Your Love", da Hillsong.

## Exemplo de Century Gothic
O parágrafo seguinte está escrito em Century Gothic, caso esteja instalada no seu computador, senão é utilizada o tipo de letra monospace.

Design é um termo da língua inglesa que se refere a um determinado esforço criativo, seja bidimensional ou tridimensional, segundo o qual se projetam objetos ou meios de comunicação diversos para o uso humano. A tradução em português é portanto "projeto" e não "desenho", da qual é um falso cognato. Por este fato, ela é às vezes erroneamente traduzida como "desenho", mas não se refere diretamente ao ato de desenhar. Devido à influência da literatura inglesa e à baixa qualidade de algumas traduções, é comum encontrar nos países de língua portuguesa a palavra original, de forma que o profissional que trabalha na área de design (i.e. o projetista) é comumente chamado de designer.

ABCDEFGHIJKLMNOPQRSTUVWXYZ

abcdefghijklmnopqrstuvwxyz

1234567890

Exemplos de caracteres

IPA: /ɪgˈzɑːmpəl əv aɪpiːˈeɪ tɹɑːnˈskɹɪpʃən/.

Caracteres árabes: العربية.

Caracteres hebraicos: עברית.

Caracteres cirílicos: Кирилица.

Caracteres gregos: Ελληνικά.